# Кавказький фронт Збройних сил ЧРІ
Кавказький фронт Збройних сил Чеченської Республіки Ічкерія (Кавказький фронт, Кавказькі моджахеди) — організаційне об'єднання ісламістських бойових груп на Північному Кавказі за межами ЧРІ, засноване указом президента Чеченської Республіки Ічкерія Абдули-Халіма Садулаєва від 5 травня 2005 року.

## Історія
Антиросійські місцеві повстання на Північному Кавказі почалися ще до формального створення Кавказького фронту. Через два місяці після смерті Аслана Масхадова президент ЧРІ Абдул-Халім Садулаєв офіційно оголосив про створення Кавказького фронту в рамках «реформування системи військово-політичної влади». Рух отримав нову роль як офіційний ідеологічний, матеріально-технічний і, можливо, фінансовий центр нового повстанського руху на Північному Кавказі.
Указом президента ЧРІ Абдули-Халіма Садулаєва від 5 травня 2005 року зі складу Західного фронту ЗС ЧРІ були виведені такі сектори: Інгуський, Осетинський, Кабардино-Балкарський, Ставропольський, Карачаєво-Черкеський, Адигейський та Краснодарський та одночасно перетворені на Кавказький фронт Збройних сил Чеченської Республіки Ічкерія. Тоді ж Амір Абу-Муслім був назначений Командувачем Кавказького фронту ЗС ЧРІ . 
Група об’єднала різні повстанські групи джамаатів на Північному Кавказі, включаючи Інгушський джамаат, Шаріатський джамаат, Кабардино-Балкарський джамаат і Катаїб аль-Хоул та інші, які боротися з російським пануванням не лише в Чечні, але й на решті Кавказу. 
Пізніше утворене об'єднання очолював чеченський командир Шаміль Басаєв до своєї смерті в липні 2006 року.
30 вересня 2006 року указом 5-го президента ЧРІ Доку Умарова аміром Кавказького фронту став Алі Тазієв, який пізніше у 2010 році був затриманий спецназом ФСБ .
Загалом рух здійснив дві великомасштабні атаки: рейд на Назрань в Інгушетії в 2004 році та рейд на Нальчик в Кабардино-Балкарії в 2005 році, а також багато менших атак, таких як засідка в Автурі 2006 року та засідка Жані-Ведено 2007 року.
Наприкінці 2007 року Кавказький фронт був реорганізований і увійшов до складу Кавказького емірату.

## Заявлена структура

### Фронти в межах ЧРІ
- Північно-західний фронт
- Північно-східний фронт
- Центральний фронт
- Південно-Східний фронт
- Південно-Західний фронт

### Фронти за межами ЧРІ
У жовтні 2006 року Доку Умаров створив два нових фронти за межами Північного Кавказу. 
- Волзький фронт (став Вілаят Ідель-Урал)
- Уральський фронт

## Структура
Як було оголошено, до Кавказького фронту увійшли такі автономні регіональні підрозділи:
- Дагестанський сектор (Вілаят Дагестан) — ліквідований у 2016 році.
- Інгуський сектор (Вілаят Галгайче) – ліквідований у 2015 році.
- Осетинський сектор (Джамаат «Катаїб аль-Хоул») — ліквідований в 2009 році.
- Кабардино-Балкарський сектор (Кабардино-Балкарcький джамаат, пізніше Об'єднаний вілаят Кабарди, Балкарії і Карачаю) — ліквідований у 2016 році.
- Ставропольський сектор (Ногайський батальйон) — ліквідований.
- Карачаєво-Черкеський сектор (Карачаєвський джамаат) — ліквідований у 2003 році.

## Аміри (командири)
- Абдул-Халім Садулаєв †
- Абдуллах Яндрукаєв (Амір Абу-Муслім) †
- Шаміль Басаєв †
- Доку Умаров †
- Алі Тазієв #

## Діяльність
- 21 — 22 червня 2004 — Рейд на Назрань
- 13 жовтня 2005 — Рейд на Нальчик